# Compañía Nacional de Piritas
La Compañía Nacional de Piritas, S.A. (CONASA) fue una empresa española del sector minero cuya actividad estuvo centrada en la explotación de la mina de Peña del Hierro, dentro de la cuenca minera de Riotinto-Nerva. La compañía fue creada y estuvo dominada por capitalistas vascos, mayoritariamente.

## Historia
La empresa fue constituida en Bilbao el 18 de septiembre de 1954, con el objetivo expreso de llevar a cabo la «nacionalización y explotación de las minas de cobre y piritas de Peña del Hierro o cualesquiera otras». Apenas un mes después de su creación procedió a adquirir todos los activos y pasivos de la Peña Copper Mines Company Limited, que había operado el yacimiento minero desde comienzos del siglo XX. CONASA tenía sus oficinas centrales en Bilbao, sitas en el número 2 de la calle Ibáñez de Bilbao, mientras que disponía de una delegación en Huelva y de oficinas administrativas en Nerva.
Dado que el antiguo ferrocarril minero había sido clausurado, CONASA dispuso de su propia flota de camiones para realizar las labores de transporte del mineral hasta Huelva. Durante los primeros años se dio la circunstancia de que sus concesiones en Peña del Hierro no estuvieron preparadas para la explotación, por lo que la empresa adquirió mineral procedente de otros yacimientos para así cumplir los contratos con sus clientes. Durante las décadas de 1950 y 1960 llegó a estar entre los diez primeros vendedores nacionales de pirita, aunque solo cubrió un 1,9% de la cuota de mercado español. A lo largo de su existencia entre los clientes más importantes de CONASA se encontraban sociedades como Sefanitro o Industrias Mineras Minerometalúrgicas. La explotación del yacimiento de Peña del Hierro cesó en 1960 debido a su falta de rentabilidad económica, si bien las instalaciones del complejo permanecieron activas durante varios años más. La empresa dejó de comercializar piritas en 1966.